# Dame Blanche Nord
Dame Blanche Nord ou cité des peintres, surnom dû à ses rues aux noms de peintres célèbres, est un quartier situé dans le nord de la ville de Garges-lès-Gonesse, situé dans l'agglomération de Sarcelles en banlieue parisienne. La gare de Garges - Sarcelles y est située à cheval avec le grand ensemble de Sarcelles. Le plus large quartier prioritaire nommé « Dame-Blanche » et correspondant à une grande partie de la ville compte 30 757 habitants en 2018, soit les trois-quarts de la ville.
Les habitants l'appellent familièrement « Zone 4 » ou « Zone IV ». Littéralement parlant, elle est considérée comme incluse au grand ensemble des Lochères de Sarcelles- Garges-lès-Gonesse d'après l’Insee.
Ce quartier est considéré comme celui de Garges-lès-Gonesse où il y a le plus de délinquance, mais également comme un des plus sensibles d'Île-de-France. Les quartiers limitrophes sont Les Lochères, La Dame blanche ouest, Barbusse (Cité Blanche), le Centre-ville (appelé la Commune) et le quartier de La Muette. 

## Urbanisation

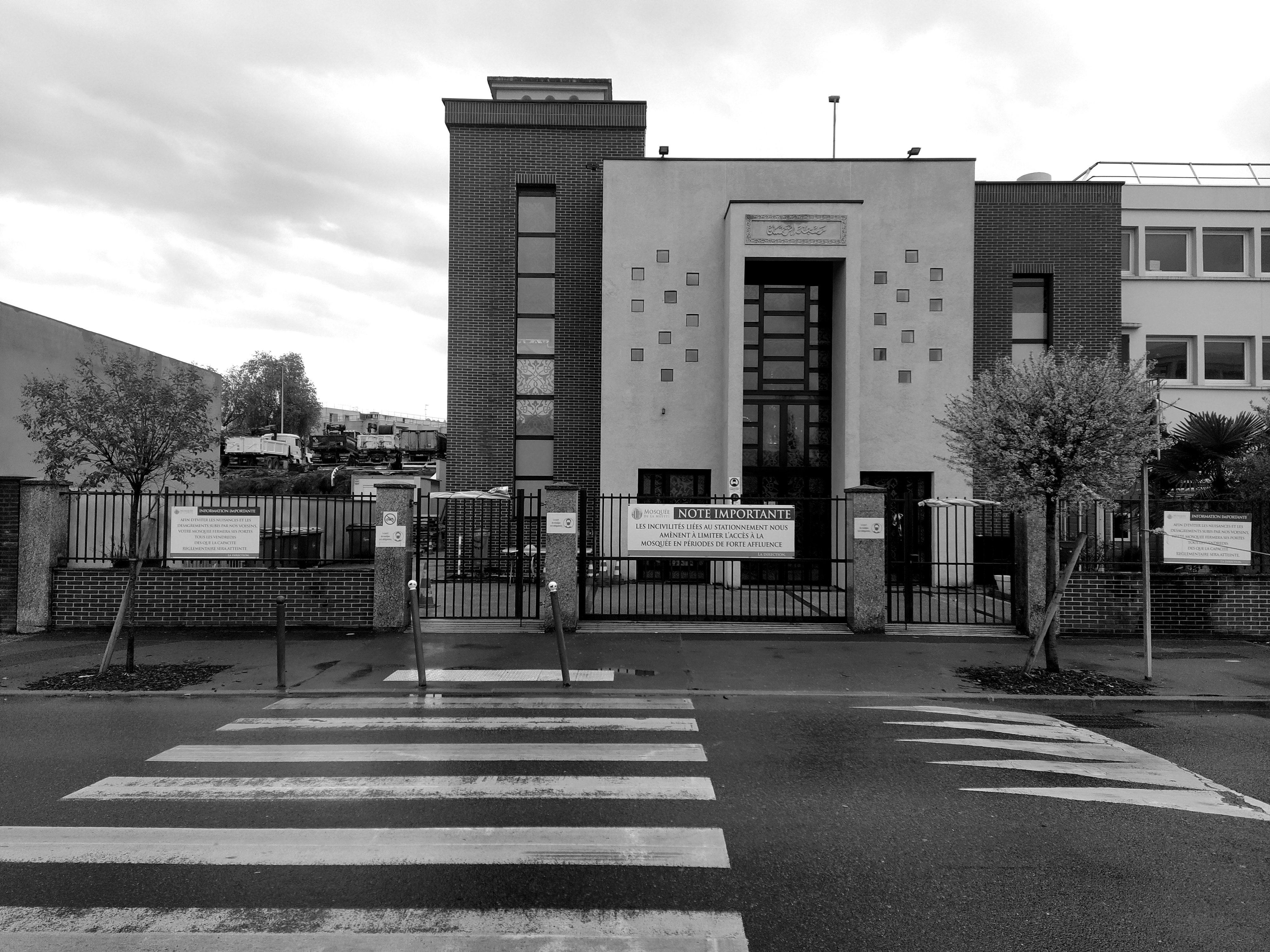
Mosquée de Garges, quartier La Muette.

Le quartier de la Dame Blanche est construit entre 1958 et 1978 par de nombreux architectes dont Noël Le Maresquier. Les premiers habitants arrivent en 1960. Il comporte 7 732 logements en location et en propriété dont un tiers par la partie nord du quartier. Vers les années 1980, à l'image de la plupart des grands ensembles français, elle a accueilli les populations fragiles et précarisés majoritairement issues d'Afrique. Il a été un des principaux épicentres des tensions lors des émeutes de 1994 ayant touché la commune entière tout comme en 2005, et surtout des émeutes de 2007 avec de nombreuses tentatives de meurtres contre des policiers avec des armes à feu. Elle est aujourd'hui un des quartiers les plus pauvres de la région (41 % sous le seuil de pauvreté pour l'ensemble de la ville, faisant d'elle une des plus pauvres de France),, avec un taux de chômage énorme, surtout chez les jeunes de moins de 30 ans.

## Criminalité
Le quartier est un des rares à ne pas avoir été rénovés lors des réhabilitations menées par la politique de la ville en 2006, à cause des infrastructures des HLM dont les couches sont formées partiellement d'amiante, mais également à cause de la forte implantation du trafic de drogue rendant les travaux difficiles, augmentant le sentiment d'abandon des habitants du quartier. La délinquance ainsi que le trafic y sont fortement enracinés, mobilisant l’intervention de la CSI 93 en plus de la Bac de Sarcelles, mais aussi parfois des CRS lors de certaines mobilisations dues à des évènements, donnant souvent lieu à des affrontements entre les bandes et les forces de l'ordre. 
Garges-lès-Gonesse est parmi les rares villes de la métropole à disposer d'un haut fonctionnaire, ainsi que d'un dispositif de police complet afin de contrer la criminalité. Les actes de délinquances deviennent de plus en plus sordides, notamment de nombreuses tentatives d'homicides contre des policiers de la Bac via des cocktails Molotov ou en 2015 avec une arme à feu. Le quartier est également lié à des tensions entre bandes contre celles des autres quartiers de la ville. La circulation des transports en commun a même été interrompue à la suite d'un arrêté du préfet du Val-d'Oise en 2008, en raison de nombreuses tentatives d'attentats contre les transports en commun avec des mortiers et cocktail Molotov. Une maison de quartier a été installée afin de tenter de diminuer la délinquance, à cheval entre les quartiers nord et ouest.